# Иван Пръмов
Иван Райчинов Пръмов е комунистически партизанин и политик от Българската комунистическа партия. Министър на земеделието и горите (1957 – 1962).

## Биография
Роден е на 3 август 1921 г. в село Войнягово, Карловско. През 1935 г. става член на Работническия младежки съюз, а от 1939 г. влиза в ръководството на неговата околийска организация в Карлово.
Участва в комунистическото съпротивително движение по време на Втората световна война. През 1943 г. става партизанин в дружина „Пенчо Дворянов“, част от Втора средногорска бригада „Васил Левски“ и е осъден задочно на смърт по Закона за защита на държавата. По същото време става член на БКП.
Завършва Агрономическия факултет на Софийския университет (1948) и започва работа в Централния комитет на Димитровския съюз на народната младеж (1948 – 1951). Първи секретар е на Околийския комитет на БКП в Карлово (1951 – 1952) и секретар на Окръжния комитет на БКП в Пловдив (1952 – 1954). Освен това е бил заместник-председател на Изпълнителния комитет на Окръжния народен съвет в Пловдив.
Според политика Христо Марков през 1953 г. Пръмов нарежда милицията да стреля по участниците в стачката на работници в Тютюневата фабрика в Пловдив, при което са убити поне 3-ма души, а над 50 са ранени. Според журналистката Силвия Томова в Пловдив през май 1953 година действително е имало стачка, но данни за стрелба в проведено от нея проучване в Държавния архив няма.
От 1958 до 1962 е кандидат-член на ЦК на БКП, а от 1962 до 1990 и член. Заместник-министър (1955), а от 1957 г. – министър на земеделието и горите в правителството на Антон Югов. Следващите му длъжности са секретар на ЦК на БКП (1963 – 1978), председател на Централния кооперативен съюз (1978 – 1986) и посланик във Варшава (1986 – 1988). От 1958 до 1990 г. е народен представител. През 1981 година получава званието „Герой на социалистическия труд“.

## Семейство
Иван Пръмов има 3 синове:
- Андрей Пръмов – женен за Меглена Кунева (български политик)
- Климент Пръмов – женен за Уляна Пръмова (бивш генерален директор на БНТ)
- Райчин Пръмов – женен за кратко за Лили Ванкова (бивша говорителка на Българска телевизия)